# The Good Place (4.ª temporada)
A quarta e última temporada da série de comédia The Good Place, criada por Michael Schur, foi renovada pela NBC em 4 de dezembro de 2018. A temporada estreou no dia 26 de Setembro de 2019 e consiste de 13 episódios. Esta temporada é produzida pela Fremulon, 3 Arts Entertainment, e a Universal Television.

## Episódios
| N.º na série | N.º na temp. | Título                            | Dirigido por              | Escrito por                | Exibição original      | Audiência U.S. (milhões) |
| --- | ------------ | --------------------------------- | ------------------------- | -------------------------- | ---------------------- | ------------------------ |
| 40 | 1            | "A Girl from Arizona" (Part 1)    | Drew Goddard              | Andrew Law & Kassia Miller | 26 de setembro de 2019 | 2.42                     |
| Eleanor começa recebendo os novos humanos no Bom Lugar, enquanto está tentando entender porque o Lugar Ruim os escolheu. Brent, o fanático, constantemente pede itens a Janet, enquanto Linda, uma senhora, parece estar desinteressada em tudo. Simone acredita estar em um estado de sono profundo, e Derek desafia Jason pelo amor de Jenet. Jason, em desespero, ativa o kill-switch de Derek. Linda é pega e revela-se como um demônio disfarçado, e é devolvido ao Lugar Ruim. Para punir o Lugar Ruim ao tentar sabotar o experimento, a juíza Gen autoriza Chidi a ser o 4º humano a participar do teste. |              |                                   |                           |                            |                        |                          |
| 41 | 2            | "A Girl from Arizona" (Part 2)    | Drew Goddard              | Andrew Law & Kassia Miller | 3 de outubro de 2019   | 2.11                     |
| 42 | 3            | "Chillaxing"                      | Anya Adams                | Aisha Muharrar             | 10 de outubro de 2019  | 1.92                     |
| 43 | 4            | "Tinker, Tailor, Demon, Spy"      | Morgan Sackett            | Cord Jefferson             | 17 de outubro de 2019  | 2.02                     |
| 44 | 5            | "Employee of the Bearimy"         | Beth McCarthy-Miller      | Joe Mande                  | 24 de outubro de 2019  | 1.91                     |
| 45 | 6            | "A Chip Driver Mystery"           | Steve Day                 | Lizzy Pace                 | 31 de outubro de 2019  | 2.21                     |
| 46 | 7            | "Help Is Other People"            | Beth McCarthy-Miller      | Dave King                  | 7 de novembro de 2019  | 2.42                     |
| 47 | 8            | "The Funeral to End All Funerals" | Kristen Bell              | Josh Siegal & Dylan Morgan | 14 de novembro de 2019 | 2.06                     |
| 48 | 9            | "The Answer"                      | Valeria Migliassi Collins | Dan Schofield              | 21 de novembro de 2019 | 2.05                     |
| 49 | 10           | "You've Changed, Man"             | Rebecca Asher             | Matt Murray                | 9 de janeiro de 2020   | 2.08                     |
| 50 | 11           | "Mondays, Am I Right"             | Rebecca Asher             | Jen Statsky                | 16 de janeiro de 2020  | 1.93                     |
| 51 | 12           | "Patty"                           | Morgan Sackett            | Megan Amram                | 23 de janeiro de 2020  | 2.12                     |
| 52-53 | 13-14        | "Whenever You're Ready"           | Michael Schur             | Michael Schur              | 30 de janeiro de 2020  | 2.32                     |